# Asilus lucidus
Asilus lucidus là một loài ruồi trong họ Asilidae. Asilus lucidus được Pallas miêu tả năm 1818. Loài này phân bố ở vùng Cổ Bắc giới và châu Á.